# Masakuni Yamamoto
Masakuni Yamamoto (山本 昌邦, Yamamoto Masakuni, Numazu, 4 de abril de 1958) é um ex-futebolista japonês, defensor, jogou no Yamaha, atual Júbilo Iwata, onde também foi treinador.